# Momentum (2015)
Momentum (bra: Momentum; prt: Código Momentum) é um filme de ação e suspense sul-africano-estadunidense de 2015 dirigido por Stephen Campanelli e estrelado por Olga Kurylenko, Morgan Freeman e James Purefoy.

## Sinopse
Alex (Olga Kurylenko), uma ex-militar treinada que virou ladra, é puxada por seu ex-parceiro para um assalto a banco de alta tecnologia (seu 'último emprego'). Durante o roubo, ela acidentalmente rouba um pen drive valioso contendo evidências incriminatórias. Alex é então perseguida implacavelmente por uma equipe de agentes liderada por Washington (James Purefoy), que foi enviado por um senador anônimo (Morgan Freeman) para recuperar o pen drive. Enquanto está envolvida em uma violenta e frenética perseguição de gato e rato pela cidade, Alex tenta descobrir a conspiração por trás de seus perseguidores.

## Elenco
- Olga Kurylenko como Alexis "Alex" Faraday
- James Purefoy como Sr. "Washington"
- Lee-Anne Summers como Penny Fuller
- Hlomla Dandala como Sr. Madison
- Morgan Freeman como Senador
- Karl Thaning como Doug MacArthur
- Shelley Nicole como Sra. "Clinton"

## Produção
O filme foi dirigido por Stephen Campanelli em sua estreia na direção, e foi escrito por Adam Marcus e Debra Sullivan. Foi co-produzido por Anton Ernst. O filme foi escrito como o ponto de entrada em uma série de filmes.
O filme é estrelado por Olga Kurylenko como o protagonista "Alexis", James Purefoy como o antagonista "Mr. Washington" e Morgan Freeman como o senador dos Estados Unidos. Vincent Cassel foi originalmente para estrelar ao lado de Kurylenko, mas foi substituído por Purefoy. O diretor Campanelli queria escalar Purefoy com base em sua atuação na série de televisão "The Following". Freeman ofereceu seus serviços a Campanelli em sua estréia como diretor com base em sua relação de trabalho anterior, quando ele era cinegrafista de Clint Eastwood.
O filme teve sua estreia mundial no Fantasia International Film Festival 2015, em 22 de julho de 2015, em Montreal, Quebec, Canadá, cidade natal do diretor. O filme foi lançado nos Estados Unidos em 16 de outubro de 2015.

## Recepção
Momentum recebeu críticas geralmente negativas da crítica de cinema. No Rotten Tomatoes, o filme tem uma taxa de aprovação de 26% com base nas críticas de 31 críticos, com uma pontuação média de 3.6/10. No Metacritic, o filme tem uma pontuação de 18 em 100 com base nas avaliações de 6 críticos, indicando "aversão esmagadora".
Durante o fim de semana de estreia do filme no Reino Unido, o filme só conseguiu arrecadar £46 dos 10 cinemas em que foi exibido. Na Malásia, arrecadou $60.126 em duas semanas, e na Tailândia, arrecadou $43.940 em sua estreia final de semana. No geral, foi um fracasso de bilheteria.